# Євген фон Ольшевський
Євген Феодор Карл Серафим фон Ольшевський (нім. Eugen Feodor Karl Seraphim von Olszewski; 13 червня 1826, Кенігсберг — 8 червня 1908, Вісбаден) — прусський генерал-майор.

## Життєпис
Батьками Євгена були Генріх Серафим фон Ольшевський (1794–1837) і Малвін Маргарет (при народженні фон Бачко) (1802–1883). Батько служив гауптманом a. D., останнім у 3-му піхотному полку. Був братом двох прусських генерал-лейтенантів: Генріха фон Ольшевського (1823–1918) та Адольфа фон Ольшевського (1828–1907).

### Військова служба
Ольшевський навчався у вищій цивільній школі свого рідного міста та в кадетських будинках Хелмна та Берліна. Потім 9 серпня 1843 року його було прийнято на посаду другого лейтенанта до 3-го піхотного полку прусської армії. У 1850/51 і 1853/55 рр. проходив навчання в Загальній військовій школі. Після цього Ольшевський служив першим Оберлейтенантом і екзаменатором з історії в Екзаменаційній комісії портепейних вимпелів 1-го армійського корпусу, а з 1 травня 1857 р. по 1 жовтня 1860 р. інструктором тактики Об’єднаної дивізійної школи 1-го армійського корпусу. Після підвищення в гауптмани Ольшевський став командиром роти у своєму головному полку. Звідти 14 серпня 1865 року його перевели до 6-го Рейнського піхотного полку No 68 у Люксембурзі. 1866 року, під час Австро-прусської війни, Ольшевський очолював батальйон та брав участь в окупації Ганновера та битві під Цорном. Після мирної угоди здобув звання Майора і на початку листопада 1867 року був призначений командиром стрілецького батальйону.
1870/71 р. Ольшевський очолював свою стрілецьку дивізію у війні проти Франції під час облоги Меца та битвах під Ам'єном, Галлуєю, Бапомом й Сен-Кантеном. З нагоди імператорської прокламації він отримав звання лейтенант-полковника. Був нагороджений обома класами Залізного хреста. 18 липня 1872 року прийняв командування 5-м Вестфальським піхотним полком №53. 22 березня 1873 року на цій посаді він здобув звання полковника, а 8 вересня 1877 року був нагороджений орденом Корони II класу. 14 травня 1878 р. Ольшевському було надано звання генерал-майора і призначено статутну пенсію, перш ніж 9 липня 1878 р. йому було дозволено залишити службу.

### Сім'я
29 жовтня 1858 року Ольшевський був одружений з Крістін Гертруд Папендік у Кенігсберзі (1840–1866). 2 жовтня 1872 року, після її ранньої смерті, він був одружений на Матільді Луїзі Корнелії Катаріні Вальдорф (* 1848). Мав кількох дітей, серед яких:
- Генріх Євген Серафим (* 1859) — прусський майор піхотного полку «Граф Шверін» (3. Pommersches) №14
- Куно Федор Серафим (* 1863) — прусський майор піхотного полку «Герцог Карл Мекленбург-Стреліцький» (6. Ostpreußisches) №43
- Річард Ойген Серафим (* 1880) — прусський лейтенант полку польової артилерії «фон Гольцендорфа» (1. Rheinisches) №8